# The Shin
The Shin è un gruppo musicale georgiano formato nel 1998 a Tbilisi.
Hanno rappresentato la Georgia all'Eurovision Song Contest 2014 con il brano Three Minutes to Earth, in collaborazione con Mariko Ebralidze.

## Carriera
La parola "shin" (შინ) significa "verso casa" in lingua georgiana. Il gruppo combina elementi della musica tradizionale georgiana con musica folk mediorientale e musica occidentale. A febbraio 2014 l'emittente televisiva georgiana GPB ha rivelato di averli selezionati internamente per rappresentare il paese all'Eurovision Song Contest 2014. La loro canzone, Three Minutes to Earth, una collaborazione con la cantante jazz Mariko Ebralidze, è stata rivelata il mese successivo. Il gruppo si è esibito alla seconda semifinale del contest, che si è tenuta l'8 maggio 2014 a Copenaghen, ma non si è qualificato, arrivando ultimo su 15 partecipanti con 15 punti totalizzati. Mamuka Ghaganidze, vocalista e percussionista, è morto ad agosto 2019 per un melanoma.

## Formazione
- Aleksandre Chumburidze – doli
- Zaza Miminoshvili – chitarra, panduri
- Zurab Gagnidze – voce, basso

### Membri precedenti
- Mamuka Ghaganidze – voce, batteria

## Discografia

### Album in studio
- 1999 – Tseruli
- 2003 – Ibero-Caucasian Style
- 2004 – Many Timer
- 2006 – Egari
- 2009 – Es āri. Me Too (con Valts Pūce)
- 2009 – Black Sea Fire
- 2013 – Extraodinary Exhibition
- 2016 – Lazutlar (con Fuat Saka)

### Singoli
- 2014 – Three Minutes to Earth (con Mariko Ebralidze)